# Wesley Ruggles
Wesley Ruggles (Los Angeles, Califórnia, 11 de junho de 1889 - Santa Mónica, Califórnia, 8 de janeiro de 1972) foi um ator, produtor e, principalmente, cineasta dos Estados Unidos.

## Vida e carreira
Depois de trabalhar em circos mambembes e no teatro, Ruggles chegou a Hollywood em 1914, onde foi um dos Keystone Kapers de Mack Sennett. Foi também coadjuvante em comédias como The Bank, Shanghaied, Police e Triple Trouble, todas curtas-metragens de Charlie Chaplin. Estreou na direção em 1917 com Bobby, Movie Director, também curta.
Os melhores anos de sua carreira foram aqueles entre 1927 e 1934, quando dirigiu, entre outros, Silk Stockings, Condemned (com Ronald Colman e Ann Harding), Are These Our Children?, Cimarron, No Man of Her Own (único filme que Clark Gable e Carole Lombard fizeram juntos), I'm No Angel (um dos maiores sucessos de Mae West) e Bolero (com George Raft e novamente Carole Lombard). Sua produção foi diminuindo a partir do final da década de 1930, até despedir-se das telas ainda em 1946, com London Town. Após um longo silêncio, ressurgiu brevemente como produtor nos anos 1960.
Ruggles foi o primeiro dos sete maridos da atriz Arline Judge, de quem se divorciou em 1937. Casou-se de novo três anos mais tarde, com Marcelle Rogez. Essa união perdurou até sua morte em 1972, aos oitenta e dois anos de idade. Cimarron, além de ser o primeiro faroeste a ganhar o Oscar, também deu a ele sua única indicação ao prêmio de Melhor Diretor. Era irmão do ator Charles Ruggles.

## Premiações
| Prêmio | Ano  | Filme    | Categoria      | Situação |
| ------ | ---- | -------- | -------------- | -------- |
| Oscar  | 1931 | Cimarron | Melhor Diretor | Indicado |

## Filmografia
| Ano  | Nome original                  | Nome PT/BR            | Nome PT/PT                       | Notas            |
| ---- | ------------------------------ | --------------------- | -------------------------------- | ---------------- |
| 1917 | Bobby, Movie Director          |                       |                                  | Curta-metragem   |
| 1917 | Bobby, the Pacifist            |                       |                                  | Curta-metragem   |
| 1917 | Bobby's Bravery                |                       |                                  | Curta-metragem   |
| 1917 | Bobby, Philanthropist          |                       |                                  | Curta-metragem   |
| 1917 | For France                     |                       |                                  |                  |
| 1918 | The Blind Adventure            |                       |                                  |                  |
| 1919 | The Winchester Woman           |                       |                                  |                  |
| 1920 | Sooner or Later                |                       |                                  |                  |
| 1920 | Piccadilly Jim                 |                       |                                  |                  |
| 1920 | The Desperate Hero             |                       |                                  |                  |
| 1920 | Love                           |                       |                                  |                  |
| 1920 | The Leopard Woman              |                       |                                  |                  |
| 1921 | The Greater Claim              |                       |                                  |                  |
| 1921 | Uncharted Seas                 |                       |                                  |                  |
| 1921 | Over the Wire                  |                       |                                  |                  |
| 1922 | Wild Honey                     |                       |                                  |                  |
| 1922 | If I Were Queen                |                       |                                  |                  |
| 1922 | Slippery McGee                 |                       |                                  |                  |
| 1923 | Mr. Billings Spends His Dime   |                       |                                  |                  |
| 1923 | The Remittance Woman           |                       |                                  |                  |
| 1923 | The Heart Raider               |                       |                                  |                  |
| 1924 | The Age of Innocence           |                       |                                  |                  |
| 1925 | Welcome Granger                |                       |                                  | Curta-metragem   |
| 1925 | He Who Gets Rapped             |                       |                                  | Curta-metragem   |
| 1925 | Merton of the Goofies          |                       |                                  | Curta-metragem   |
| 1925 | The Great Decide               |                       |                                  | Curta-metragem   |
| 1925 | The Fast Male                  |                       |                                  | Curta-metragem   |
| 1925 | The Covered Flagon             |                       |                                  | Curta-metragem   |
| 1925 | Madam Sans Gin                 |                       |                                  | Curta-metragem   |
| 1925 | Three Bases East               |                       |                                  | Curta-metragem   |
| 1925 | What Price Gloria?             |                       |                                  | Curta-metragem   |
| 1925 | Don Coo-Coo                    |                       |                                  | Curta-metragem   |
| 1925 | Miss Me Again                  |                       |                                  | Curta-metragem   |
| 1925 | The Plastic Age                |                       |                                  |                  |
| 1925 | Broadway Lady                  |                       |                                  |                  |
| 1926 | A Man of Quality               |                       |                                  |                  |
| 1926 | The Kick-Off                   |                       |                                  |                  |
| 1927 | Beware of Widows               |                       |                                  |                  |
| 1927 | Silk Stockings                 |                       |                                  |                  |
| 1928 | The Fourflusher                |                       |                                  |                  |
| 1928 | Finders Keepers                |                       |                                  |                  |
| 1929 | Scandal                        |                       |                                  |                  |
| 1929 | Street Girl                    | Um Trono por Um Beijo | A Princesa do Jazz               |                  |
| 1929 | Girl Overboard                 |                       |                                  |                  |
| 1929 | Condemned                      | Condenados            | Condenado                        |                  |
| 1930 | Honey                          | Doce Como Mel         |                                  |                  |
| 1930 | The Sea Bat                    | O Monstro Marinho     | O Monstro Marinho                |                  |
| 1931 | Cimarron                       | Cimarron              |                                  |                  |
| 1931 | Are These Our Children?        |                       |                                  |                  |
| 1932 | Roar of the Dragon             |                       | Manchúria (Nas Garras do Dragão) |                  |
| 1932 | No Man of Her Own              | Casar por Azar        | Casar por Azar                   |                  |
| 1933 | The Monkey's Paw               |                       |                                  |                  |
| 1933 | College Humor                  | Mocidade e Farra      | Alegria de Estudantes            |                  |
| 1933 | I'm No Angel                   | Santa Não Sou         | Não Sou um Anjo                  |                  |
| 1934 | Bolero                         | Bolero                |                                  |                  |
| 1934 | Shoot the Works                | Música, Maestro       | Música e Juventude               |                  |
| 1935 | The Gilded Lily                | O Lírio Dourado       | O Lírio Dourado                  |                  |
| 1935 | Accent on Youth                | Com Qual dos Dois?    | Juventude Triunfante             |                  |
| 1935 | The Bride Comes Home           | Roubada do Altar      | A Noiva Que Volta                |                  |
| 1936 | Valiant Is the Word for Carrie | O Crime de Ser Boa    |                                  |                  |
| 1937 | I Met Him in Paris             | Conheci-o em Paris    | Conheci-o em Paris               |                  |
| 1937 | True Confession                | Confissão de Mulher   | São Assim as Mulheres            |                  |
| 1938 | Sing You Sinners               | Uma Família Gozada    | Uma Família em Bolandas          |                  |
| 1939 | Invitation to Happiness        | Convite à Felicidade  | Convite à Felicidade             |                  |
| 1940 | Too Many Husbands              | Maridos em Profusão   | Bigamia                          |                  |
| 1941 | Arizona                        | A Amazona de Tucson   | Arizona                          |                  |
| 1941 | You Belong to Me               | Você Me Pertence      | Pertences-me                     |                  |
| 1942 | Somewhere I'll Find You        | Ainda Serás Minha     | Tempestade no Pacífico           |                  |
| 1943 | Slightly Dangerous             | Senhora Ventania      | Ligeiramente Perigosa            |                  |
| 1944 | See Here, Private Hargrove     | Senhor Recruta        |                                  |                  |
| 1946 | London Town                    | Belezas em Revistas   | Arco-Íris Musical                | Produção inglesa |